# Перелік наукових фахових видань з хімічних наук
Перелік наукових фахових видань з хімічних наук

## Збірники наукових праць
- Адгезия расплавов и пайка материалов (Інститут проблем матеріалознавства імені І. М. Францевича НАН України), 30.06.04.
- Вісник Державного університету «Львівська політехніка», 09.06.99.
- Вісник Дніпропетровського державного університету. Серія «Хімія», 09.06.99.
- Вісник Донецького університету, 09.06.99.
- Вісник Київського національного університету імені Тараса Шевченка. Серія «Хімія», 09.06.99.
- Вісник Львівського державного університету ім. Івана Франка, 09.06.99.
- Вісник Одеського національного університету. Серія: Хімія, 15.01.03.
- Вісник Харківського державного університету, 09.06.99.
- Геохімія і рудоутворення. (Інститут геохімії, мінералогії та рудоутворення НАН України), 09.06.99.
- Катализ и нефтехимия (Інститут біоорганічної хімії та нафтохімії), 08.09.99.
- Наносистеми, наноматеріали, нанотехнології (НАН України), 08.06.05.
- Науковий вісник Волинського державного університету ім. Лесі Українки. Серія «Неорганічна хімія», 09.06.99.
- Науковий вісник Ужгородського державного університету, 09.06.99.
- Науковий вісник Чернівецького університету. Серія: Хімія (Чернівецький національний університет імені Юрія Федьковича МОН України), 04.07.06.
- Наукові записки. Серія «Хімія». (Тернопільський державний педагогічний університет), 09.06.99.
- Наукові записки НаУКМА. Хімічні науки і технології. (Національний університет «Києво-Могилянська Академія»), 14.06.2007.
- Наукові праці Донецького національного технічного університету. Серія: хімія і хімічна технологія, 30.06.04.
- Научные труды. (Державний науково-дослідний та проектний інститут основної хімії), 09.06.99.
- Праці Наукового товариства імені Тараса Шевченка. (м. Львів), 09.06.99.
- Труды Одесского политехнического университета, 10.11.99.
- Ученые записки Симферопольского государственного университета, 09.06.99.
- Фізіологічно активні речовини. (Інститут органічної хімії НАН України), 09.06.99.
- Хімія, технологія речовин та їх застосування. (Державний університет «Львівська політехніка»), 09.06.99.
- Хімія, фізика і технологія поверхні. (Інститут хімії поверхні НАН України), 09.06.99.
- Chemistry & Chemical Technology (Національний університет «Львівська політехніка») 09.04.08

## Журнали
- Біополімери і клітина (Інститут молекулярної біології і генетики НАН України), 10.11.99
- Вопросы химии и химической технологии. (Український державний хіміко-технологічний університет), 09.06.99.
- Геологія і геохімія горючих копалин. (Інститут геології та геохімії горючих копалин НАН України), 09.06.99.
- Доповіді НАН України, 09.06.99.
- Журнал органічної та фармацевтичної хімії (Інституту органічної хімії НАН України, Національний фармацевтичний університет), 10.12.03.
- Композиционные и полимерные материалы. (Інститут хімії високомолекулярних сполук НАН України), 09.06.99.
- Методи та об'єкти хімічного аналізу (Київський національний університет імені Тараса Шевченка) (аналітична хімія), 18.01.07.
- Наноструктурное материаловедение (Інститут проблем матеріалознавства ім. І. М. Францевича НАН України), 18.01.07.
- Наукові вісті Національного технічного університету України «КПІ», 10.11.99.
- Полімерний журнал (НАН України, Інститут хімії високомолекулярних сполук НАН України), 15.12.04.
- Порошковая металлургия (Інститут проблем матеріалознавства ім. І. М. Францевича НАН України), 12.06.02.
- Сверхтвёрдые материалы (Інститут надтвердих матеріалів ім. В. М. Бакуля НАН України), 14.11.01.
- Теоретическая и экспериментальная химия. (Інститут фізичної хімії ім. Л. В. Писаржевського НАН України), 09.06.99.
- Украинский биохимический журнал. (Інститут біохімії ім. О. В. Палладіна НАН України), 09.06.99.
- Украинский химический журнал. (Інститут загальної та неорганічної хімії ім. В. І. Вернадського НАН України), 09.06.99.
- Учёные записки Таврического университета им. В. И. Вернадского, 09.02.00.
- Фармацевтичний журнал, 09.06.99.
- Фізика і хімія твердого тіла (Прикарпатський університет імені Василя Стефаника), 14.11.01.
- Фізико-хімічна механіка матеріалів. (Фізико-механічний інститут ім. Г. В. Карпенка НАН України), 09.06.99.
- Функціональні матеріали. (Інститут монокристалів НАН України), 09.06.99.
- Хімічна промисловість України (АТ «ВНДІХІМПРОЕКТ», Мінпромполітики України, Українське хімічне товариство), 11.05.00.
- Хімія і технологія води, 09.06.99.

## Додатковий список
- Вісник Національного авіаційного університету, 15.12.04.
- Наукові записки НаУКМА. Серія: Хімічні науки і технології", 30.06.04.
- Ukrainica Bioorganica Acta (Інститут молекулярної біології і генетики НАН України), 08.06.05.